# Milorad Mažić
Milorad Mažić (født 23. marts 1973) er en serbisk fodbolddommer. Han har dømt internationalt under det internationale fodboldforbund FIFA siden 2009, hvor han er indrangeret som kategory 2-dommer, der er det tredjehøjeste niveau for internationale dommere.
Han var blandt dommerne ved U21 EM 2011 i Danmark, hvor han dømte tre kampe. Heriblandt OL play-off-kampen mellem Hviderusland og Tjekkiet. En kamp som hviderusserne vandt 1-0.

## Kampe med danske hold
- 18. juni 2011: U21 EM 2011: Island – Danmark 3-1.